# Tom Brown (Fußballspieler, 1909)
Thomas Edward „Tom“ Brown (* 6. Mai 1909 in South Shields; † Oktober 1986 ebenda) war ein englischer Fußballspieler. 
Der im Amateurbereich aktive Torhüter diente in der RAF-Basis Wittering, als der in der Football League Third Division North spielende  FC South Shields um Weihnachten 1929 Not auf der Torhüterposition bekam. Der Klub registrierte Brown daraufhin als Amateur bei der Football League und bot diesen am 25. und 26. Dezember als Ersatz von Stammtorhüter Tony Carr in zwei Ligapartien gegen den Lokalrivalen Hartlepools United auf. Brown kassierte in den beiden Partien sieben Gegentreffer (1:2 und 3:5), bevor Carr wieder den Platz im Tor übernahm. In den folgenden Jahren spielte er noch im Amateurfußball bei Throckley Welfare und Newbiggin West End, beruflich war er als Unternehmer im öffentlichen Bausektor tätig.